# Gran Premio motociclistico di Catalogna 2013
Il Gran Premio motociclistico di Catalogna 2013 è stata la sesta prova del motomondiale del 2013. Si è svolto dal 14 al 16 giugno 2013 sul circuito di Catalogna, ed ha visto vincere: la gara della classe MotoGP da Jorge Lorenzo, quella della Moto2 da Pol Espargaró e quella della Moto3 da Luis Salom.

## MotoGP
Jorge Lorenzo vince la gara con la Yamaha YZR-M1 del team Yamaha Factory Racing, ottenendo la sua seconda affermazione consecutiva dopo quella del GP d'Italia, portando a tre le sue vittorie stagionali, realizzando la ventiseiesima in carriera nella classe MotoGP e quarantasettesima nel motomondiale. Secondo sul traguardo Dani Pedrosa, riesce a prevalere nel confronto in seno al team Repsol Honda, con il compagno di squadra Marc Márquez terzo a completare il podio. Con questa vittoria Lorenzo riduce lo svantaggio in campionato dal primo in classifica, Dani Pedrosa, a soli 7 punti.
Dietro al trio di piloti spagnoli, conclude in quarta posizione Valentino Rossi,  mentre Aleix Espargaró si conferma ancora una volta migliore dei piloti con motociclette CRT, ottavo assoluto con la ART del team Power Electronics Aspar.
Ben Spies e Hiroshi Aoyama entrambi infortunati (il giapponese durante le prove libere), vengono sostituiti rispettivamente da Michele Pirro e da Javier Del Amor.

### Arrivati al traguardo

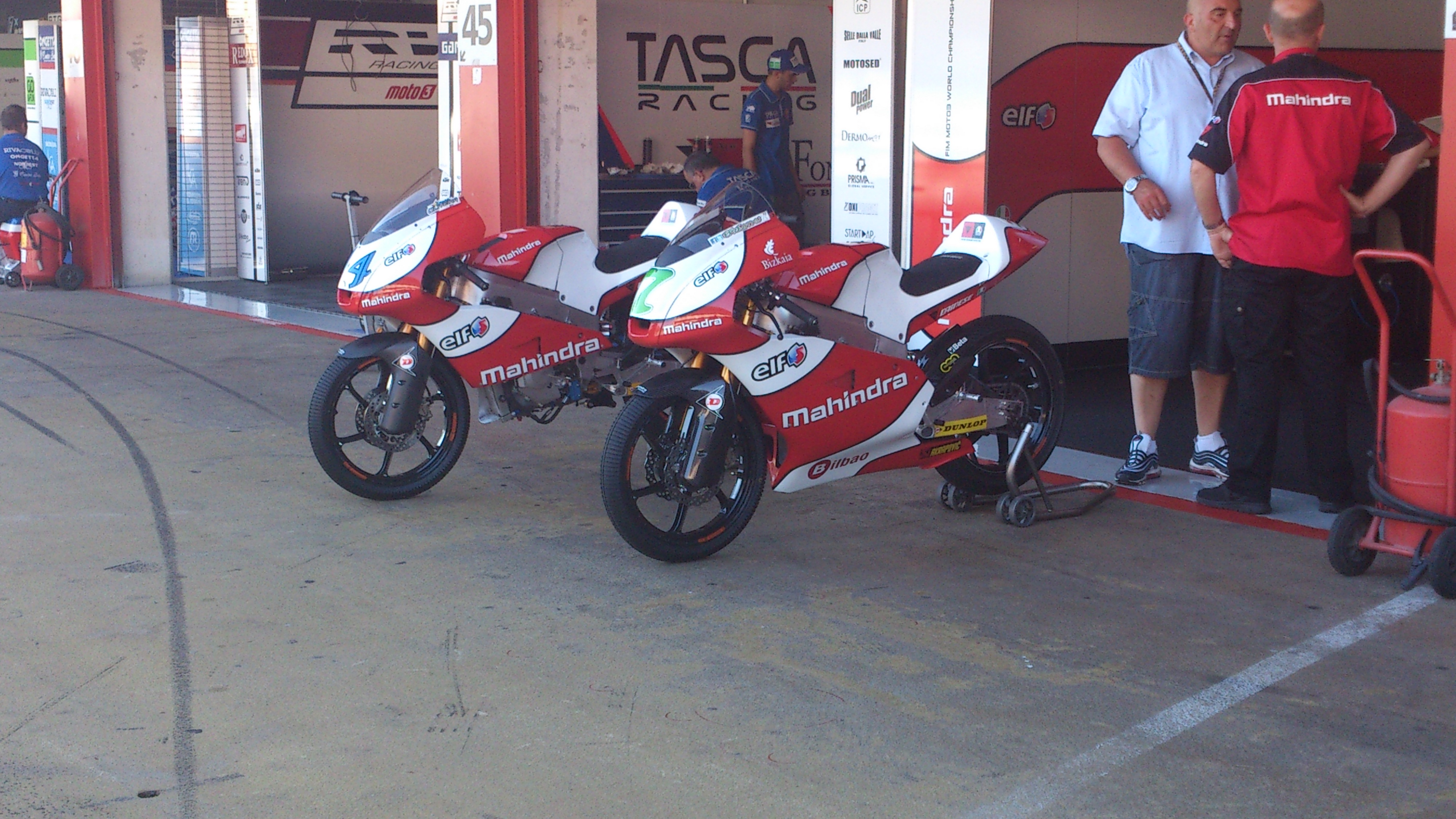
Le due Mahindra MGP3O del team Mahindra Racing in corsia box

| Pos. | Nº | Pilota           | Squadra                   | Motocicletta       | Giri | Tempo           | Griglia | Punti |
| ---- | -- | ---------------- | ------------------------- | ------------------ | ---- | --------------- | ------- | ----- |
| 1º   | 99 | Jorge Lorenzo    | Yamaha Factory Racing     | Yamaha YZR-M1      | 25   | 43min 06s 479ms | 3º      | 25    |
| 2º   | 26 | Dani Pedrosa     | Repsol Honda              | Honda RC213V       | 25   | +1.763          | 1º      | 20    |
| 3º   | 93 | Marc Márquez     | Repsol Honda              | Honda RC213V       | 25   | +1.826          | 6º      | 16    |
| 4º   | 46 | Valentino Rossi  | Yamaha Factory Racing     | Yamaha YZR-M1      | 25   | +5.874          | 7º      | 13    |
| 5º   | 6  | Stefan Bradl     | LCR Honda                 | Honda RC213V       | 25   | +26.756         | 10º     | 11    |
| 6º   | 38 | Bradley Smith    | Monster Yamaha Tech 3     | Yamaha YZR-M1      | 25   | +32.228         | 11º     | 10    |
| 7º   | 4  | Andrea Dovizioso | Ducati Team               | Ducati Desmosedici | 25   | +32.692         | 9º      | 9     |
| 8º   | 41 | Aleix Espargaró  | Power Electronics Aspar   | ART GP13           | 25   | +58.615         | 12º     | 8     |
| 9º   | 5  | Colin Edwards    | NGM Mobile Forward Racing | FTR MGP13 Kawasaki | 25   | +1:03.142       | 16º     | 7     |
| 10º  | 51 | Michele Pirro    | Ignite Pramac Racing      | Ducati Desmosedici | 25   | +1:09.774       | 14º     | 6     |
| 11º  | 9  | Danilo Petrucci  | Came IodaRacing Project   | Ioda-Suter MMX1    | 25   | +1:24.377       | 18º     | 5     |
| 12º  | 71 | Claudio Corti    | NGM Mobile Forward Racing | FTR MGP13 Kawasaki | 25   | +1:33.679       | 19º     | 4     |
| 13º  | 68 | Yonny Hernández  | Paul Bird Motorsport      | ART GP13           | 25   | +1:45.355       | 21º     | 3     |
| 14º  | 67 | Bryan Staring    | Go&Fun Honda Gresini      | FTR MGP13 Honda    | 25   | +1:50.745       | 22º     | 2     |
| 15º  | 77 | Javier Del Amor  | Avintia Blusens           | FTR MGP13          | 24   | +1 giro         | 24º     | 1     |
| 16º  | 52 | Lukáš Pešek      | Came IodaRacing Project   | Ioda-Suter MMX1    | 24   | +1 giro         | 23º     |       |

### Ritirati
| Nº | Pilota          | Squadra                   | Motocicletta       | Giri | Griglia |
| -- | --------------- | ------------------------- | ------------------ | ---- | ------- |
| 8  | Héctor Barberá  | Avintia Blusens           | FTR MGP13          | 15   | 15º     |
| 17 | Karel Abraham   | Cardion AB Motoracing     | ART GP13           | 10   | 17º     |
| 35 | Cal Crutchlow   | Monster Yamaha Tech 3     | Yamaha YZR-M1      | 5    | 2º      |
| 69 | Nicky Hayden    | Ducati Team               | Ducati Desmosedici | 5    | 5º      |
| 29 | Andrea Iannone  | Energy T.I. Pramac Racing | Ducati Desmosedici | 4    | 8º      |
| 14 | Randy de Puniet | Power Electronics Aspar   | ART GP13           | 1    | 13º     |
| 19 | Álvaro Bautista | Go&Fun Honda Gresini      | Honda RC213V       | 0    | 4º      |
| 70 | Michael Laverty | Paul Bird Motorsport      | PBM 01             | 0    | 20º     |

## Moto2
Pol Espargaró vince la gara con la Kalex Moto2, dopo aver ottenuto il giorno precedente anche la pole position, riuscendo a battere solo per pochi centesimi Esteve Rabat, con il team Tuenti HP 40 che realizza una doppietta, portando entrambi i suoi piloti sui due gradini più alti del podio. Per Espargaró si tratta della seconda vittoria stagionale, undicesima in carriera nel motomondiale, che lo porta a trentacinque punti di distacco dal capoclassifica Scott Redding. Completa il podio Thomas Lüthi, terzo sul traguardo con la Suter MMX2 del team Interwetten Paddock.
In questa classe, limitatamente a questa gara, corrono due wildcard: Dani Rivas e Hafizh Syahrin, entrambi su Kalex.
Anthony West nel Gran Premio di Francia 2012 era risultato positivo a controlli antidoping, per tale motivo il 31 ottobre 2012 dopo il GP d'Australia è stata presa la decisione di annullare il risultato ottenuto in Francia e di squalificarlo per un mese, cosa che non gli ha permesso di partecipare all'ultima tappa del campionato 2012, a Valencia. In seguito, il 28 novembre 2013, vengono annullati tutti i suoi risultati ottenuti nei 17 mesi successivi al GP di Francia della stagione precedente, fra cui quello di questa gara.

### Arrivati al traguardo
| Pos. | Nº | Pilota             | Squadra                    | Motocicletta       | Giri | Tempo           | Griglia | Punti |
| ---- | -- | ------------------ | -------------------------- | ------------------ | ---- | --------------- | ------- | ----- |
| 1º   | 40 | Pol Espargaró      | Tuenti HP 40               | Kalex Moto2        | 23   | 41min 17s 307ms | 1º      | 25    |
| 2º   | 80 | Esteve Rabat       | Tuenti HP 40               | Kalex Moto2        | 23   | +0.081          | 3º      | 20    |
| 3º   | 12 | Thomas Lüthi       | Interwetten Paddock        | Suter MMX2         | 23   | +6.264          | 10º     | 16    |
| 4º   | 45 | Scott Redding      | Marc VDS Racing            | Kalex Moto2        | 23   | +9.061          | 2º      | 13    |
| 5º   | 30 | Takaaki Nakagami   | Italtrans Racing           | Kalex Moto2        | 23   | +10.597         | 4º      | 11    |
| 6º   | 4  | Randy Krummenacher | Technomag carXpert         | Suter MMX2         | 23   | +11.577         | 8º      | 10    |
| 7º   | 5  | Johann Zarco       | Came Iodaracing Project    | Suter MMX2         | 23   | +15.569         | 6º      | 9     |
| 8º   | 77 | Dominique Aegerter | Technomag carXpert         | Suter MMX2         | 23   | +28.280         | 14º     | 8     |
| 9º   | 36 | Mika Kallio        | Marc VDS Racing            | Kalex Moto2        | 23   | +28.352         | 12º     | 7     |
| 10º  | 3  | Simone Corsi       | NGM Mobile Racing          | Speed Up SF13      | 23   | +28.461         | 15º     | 6     |
| 11º  | 54 | Mattia Pasini      | NGM Mobile Racing          | Speed Up SF13      | 23   | +28.892         | 11º     | 5     |
| 12º  | 63 | Mike Di Meglio     | JiR Moto2                  | TSR 6              | 23   | +31.215         | 24º     | 4     |
| 13º  | 52 | Danny Kent         | Tech 3                     | Tech 3 Mistral 610 | 23   | +31.318         | 17º     | 3     |
| 14º  | 49 | Axel Pons          | Tuenti HP 40               | Kalex Moto2        | 23   | +31.757         | 29º     | 2     |
| 15º  | 60 | Julián Simón       | Italtrans Racing           | Kalex Moto2        | 23   | +33.190         | 16º     | 1     |
| 16º  | 18 | Nicolás Terol      | Aspar Team                 | Suter MMX2         | 23   | +34.092         | 20º     |       |
| 17º  | 9  | Kyle Smith         | Blusens Avintia            | Kalex Moto2        | 23   | +44.392         | 18º     |       |
| 18º  | 55 | Hafizh Syahrin     | Petronas Raceline Malaysia | Kalex Moto2        | 23   | +48.517         | 27º     |       |
| 19º  | 27 | Dani Rivas         | TSR Motorsports            | Kalex Moto2        | 23   | +48.563         | 32º     |       |
| 20º  | 72 | Yūki Takahashi     | Idemitsu Honda Team Asia   | Moriwaki MD600     | 23   | +48.719         | 22º     |       |
| 21º  | 17 | Alberto Moncayo    | Argiñano & Gines Racing    | Speed Up SF13      | 23   | +53.765         | 31º     |       |
| 22º  | 7  | Doni Tata Pradita  | Federal Oil Gresini        | Suter MMX2         | 23   | +1:13.330       | 33º     |       |
| 23º  | 88 | Ricard Cardús      | NGM Mobile Forward Racing  | Speed Up SF13      | 23   | +1:21.740       | 26º     |       |

### Ritirati
| Nº | Pilota              | Squadra                   | Motocicletta       | Giri | Griglia |
| -- | ------------------- | ------------------------- | ------------------ | ---- | ------- |
| 14 | Ratthapark Wilairot | Thai Honda PTT Gresini    | Suter MMX2         | 22   | 28º     |
| 81 | Jordi Torres        | Aspar Team                | Suter MMX2         | 17   | 7º      |
| 23 | Marcel Schrötter    | Desguaces La Torre SAG    | Kalex Moto2        | 17   | 13º     |
| 97 | Rafid Topan Sucipto | QMMF Racing               | Speed Up SF13      | 9    | 34º     |
| 11 | Sandro Cortese      | Dynavolt Intact GP        | Kalex Moto2        | 7    | 9º      |
| 15 | Alex De Angelis     | NGM Mobile Forward Racing | Speed Up SF13      | 7    | 5º      |
| 19 | Xavier Siméon       | Desguaces La Torre Maptaq | Kalex Moto2        | 2    | 19º     |
| 24 | Toni Elías          | Blusens Avintia           | Kalex Moto2        | 1    | 21º     |
| 96 | Louis Rossi         | Tech 3                    | Tech 3 Mistral 610 | 0    | 23º     |
| 44 | Steven Odendaal     | Argiñano & Gines Racing   | Speed Up SF13      | 0    | 30º     |

### Squalificato
| Nº | Pilota       | Squadra     | Motocicletta  | Giri | Griglia |
| -- | ------------ | ----------- | ------------- | ---- | ------- |
| 95 | Anthony West | QMMF Racing | Speed Up SF13 | 18   | 25º     |

## Moto3
Terza vittoria stagionale (quinta in carriera nel motomondiale) per lo spagnolo Luis Salom, seconda consecutiva dopo quella ottenuta al GP d'Italia, che taglia il traguardo per primo, dopo aver ottenuto il giorno precedente anche la pole position. Podio completato da altri due spagnoli alla guida anche loro di una KTM RC 250 GP, con Álex Rins secondo e Maverick Viñales terzo. Con questa vittoria Salom si porta in testa alla classifica piloti con cinque punti di vantaggio su Viñales.
Andrea Migno e Kevin Hanus partecipano a questa gara grazie all'assegnazione di due wildcard.

### Arrivati al traguardo
| Pos. | Nº | Pilota              | Squadra                      | Motocicletta   | Giri | Tempo           | Griglia | Punti |
| ---- | -- | ------------------- | ---------------------------- | -------------- | ---- | --------------- | ------- | ----- |
| 1º   | 39 | Luis Salom          | Red Bull KTM Ajo             | KTM RC 250 GP  | 22   | 41min 15s 331ms | 1º      | 25    |
| 2º   | 42 | Álex Rins           | Estrella Galicia 0,0         | KTM RC 250 GP  | 22   | +0.211          | 2º      | 20    |
| 3º   | 25 | Maverick Viñales    | Team Calvo                   | KTM RC 250 GP  | 22   | +0.634          | 5º      | 16    |
| 4º   | 12 | Álex Márquez        | Estrella Galicia 0,0         | KTM RC 250 GP  | 22   | +3.993          | 4º      | 13    |
| 5º   | 7  | Efrén Vázquez       | Mahindra Racing              | Mahindra MGP3O | 22   | +6.243          | 6º      | 11    |
| 6º   | 44 | Miguel Oliveira     | Mahindra Racing              | Mahindra MGP3O | 22   | +9.295          | 3º      | 10    |
| 7º   | 8  | Jack Miller         | Caretta Technology - RTG     | FTR M313       | 22   | +13.164         | 8º      | 9     |
| 8º   | 10 | Alexis Masbou       | Ongetta-Rivacold             | FTR M313       | 22   | +21.174         | 10º     | 8     |
| 9º   | 63 | Zulfahmi Khairuddin | Red Bull KTM Ajo             | KTM RC 250 GP  | 22   | +21.240         | 16º     | 7     |
| 10º  | 61 | Arthur Sissis       | Red Bull KTM Ajo             | KTM RC 250 GP  | 22   | +21.598         | 11º     | 6     |
| 11º  | 32 | Isaac Viñales       | Ongetta-Centro Seta          | FTR M313       | 22   | +21.726         | 7º      | 5     |
| 12º  | 41 | Brad Binder         | Ambrogio Racing              | Suter MMX3     | 22   | +21.756         | 12º     | 4     |
| 13º  | 89 | Alan Techer         | CIP Moto3                    | TSR3C          | 22   | +21.828         | 15º     | 3     |
| 14º  | 99 | Danny Webb          | Ambrogio Racing              | Suter MMX3     | 22   | +21.879         | 21º     | 2     |
| 15º  | 5  | Romano Fenati       | San Carlo Team Italia        | FTR M313       | 22   | +22.071         | 22º     | 1     |
| 16º  | 19 | Alessandro Tonucci  | La Fonte Tascaracing         | FTR M313       | 22   | +22.218         | 14º     |       |
| 17º  | 4  | Francesco Bagnaia   | San Carlo Team Italia        | FTR M313       | 22   | +28.119         | 32º     |       |
| 18º  | 65 | Philipp Öttl        | Tec Interwetten Moto3 Racing | Kalex KTM      | 22   | +34.915         | 27º     |       |
| 19º  | 17 | John McPhee         | Caretta Technology - RTG     | FTR M313       | 22   | +34.948         | 20º     |       |
| 20º  | 58 | Juanfran Guevara    | CIP Moto3                    | TSR3C          | 22   | +35.026         | 24º     |       |
| 21º  | 77 | Lorenzo Baldassarri | Go&Fun Gresini               | FTR M313       | 22   | +35.110         | 18º     |       |
| 22ª  | 22 | Ana Carrasco        | Team Calvo                   | KTM RC 250 GP  | 22   | +35.352         | 28ª     |       |
| 23º  | 29 | Hyuga Watanabe      | La Fonte Tascaracing         | FTR M313       | 22   | +46.632         | 29º     |       |
| 24º  | 3  | Matteo Ferrari      | Ongetta-Centro Seta          | FTR M313       | 22   | +46.733         | 30º     |       |
| 25º  | 16 | Andrea Migno        | GMT Racing                   | FTR M313       | 22   | +46.776         | 31º     |       |
| 26º  | 57 | Eric Granado        | Mapfre Aspar                 | Kalex KTM      | 22   | +1:12.896       | 25º     |       |
| 27º  | 86 | Kevin Hanus         | Thomas Sabo GP               | Honda NSF250R  | 22   | +1:29.331       | 33º     |       |

### Ritirati
| Nº | Pilota            | Squadra            | Motocicletta  | Giri | Griglia |
| -- | ----------------- | ------------------ | ------------- | ---- | ------- |
| 84 | Jakub Kornfeil    | Redox RW Racing GP | Kalex KTM     | 12   | 17º     |
| 11 | Livio Loi         | Marc VDS Racing    | Kalex KTM     | 4    | 13º     |
| 23 | Niccolò Antonelli | Go&Fun Gresini     | FTR M313      | 3    | 9º      |
| 9  | Toni Finsterbusch | Kiefer Racing      | Kalex KTM     | 0    | 19º     |
| 31 | Niklas Ajo        | Avant Tecno        | KTM RC 250 GP | 0    | 23º     |
| 53 | Jasper Iwema      | RW Racing GP       | Kalex KTM     | 0    | 26º     |

### Non partiti
| Nº | Pilota       | Squadra       | Motocicletta |
| -- | ------------ | ------------- | ------------ |
| 66 | Florian Alt  | Kiefer Racing | Kalex KTM    |
| 94 | Jonas Folger | Mapfre Aspar  | Kalex KTM    |